# (69286) von Liebig
(69286) von Liebig est un astéroïde de la ceinture principale.

## Description
(69286) von Liebig est un astéroïde de la ceinture principale. Il fut découvert le 10 octobre 1990 à Tautenburg par Freimut Börngen et Lutz Dieter Schmadel. Il présente une orbite caractérisée par un demi-grand axe de 2,65 UA, une excentricité de 0,21 et une inclinaison de 11,3° par rapport à l'écliptique.

## Compléments